# Tephrina confertistriga
Tephrina confertistriga là một loài bướm đêm trong họ Geometridae.